# Sainte-Pallaye
Sainte-Pallaye è un comune francese di 123 abitanti situato nel dipartimento della Yonne nella regione della Borgogna-Franca Contea.

## Società

### Evoluzione demografica
Abitanti censiti